# Jonas Karlsson
Sven Bert Jonas Karlsson (født 11. marts 1971 i Södertälje, opvokset i Värmdö) er en svensk skuespiller og forfatter. Han studerede ved Teaterhögskolan i Stockholm 1994–98. I 2003 fik han en Guldbagge for sin roll i filmen Detaljer.

## Udvalgt filmografi
- Rederiet (tv-serie, 1994)
- De største helte (1996)
- Juloratoriet (1996)
- Tsatsiki, moren og politimanden (1999)
- Julens hjältar (julekalender, 1999)
- Pistvakt (tv-serie, 2000)
- Hånden på hjertet (2000)
- Bekendelsen (tv-serie, 2001)
- Tempo (kortfilm, 2002)
- Miffo (2003)
- Detaljer (2003)
- Håkan Bråkan & Josef (2004)
- Kim Novak badede aldrig i Genesarets sø (2005)
- Bang Bang Orangutang (2005)
- Offside (2006)
- LasseMajas detektivbyrå (tv-serie, 2006)
- Den man elsker (2007)
- Kommissæren og havet (tv-serie, 2008)
- Ond tro (2010)
- Solsidan (tv-serie, 2011)
- Cockpit (2012)
- En pilgrims død (tv-serie, 2013)
- Molanders (tv-serie, 2013)
- Stockholm Stories (2013)
- Den hundredårige der kravlede ud af vinduet og forsvandt (2013)
- Welcome to Sweden (tv-serie, 2014)
- Den fjerde mand (tv-serie, 2014)
- Boy Machine (tv-serie, 2015)
- Beck (tv-serie, 2015-2023)
- Black Mirror (tv-serie, 2016)
- Bamse og heksens datter (animationsfilm, 2016)
- Snemanden (2017)
- All Inclusive (2017)
- Ted: For kærlighedens skyld (2018)
- LasseMajas Detektivbureau: Det første mysterium (2018)
- Sthlm Requiem (tv-serie, 2018)
- Quick (2019)
- En del af mit hjerte (2019)
- Natrytterne (tv-serie, 2022)
- Tilsammans 99 (2023)
- Et sidste ræs (2023)
- Doktrinen (tv-serie, 2024)
- Jönssonligan kommer tillbaka (2024)
- Jönssonligan & Wall Enberg (2026)